# Huguette Arthur Bertrand
Huguette Arthur Bertrand, née 2 février 1920 à Écouen et morte le 9 février 2005 à Paris 7e, est une peintre française non figurative de l'après-guerre, liée à l’aventure de l’abstraction lyrique.

## Une peinture au fil de l'abstraction
Rare femme peintre de l’abstraction lyrique d’après-guerre, Huguette Arthur Bertrand participe activement à la scène artistique parisienne, côtoyant Pierre Soulages et Hans Hartung, Zao Wou-Ki et Chu Teh-Chun, entre autres.
Huguette Arthur Bertrand s’est illustrée très tôt parmi les premiers représentants de l’art abstrait français d’après-guerre, désignés sous l’appellation de la jeune, puis de la nouvelle école de Paris.
Née en 1922 et après une enfance passée dans la région de Saint-Étienne au contact de la tradition textile, elle s’installe à Paris dans l’immédiat après-guerre, se lie d’amitié avec les artistes gravitant autour de la galerie Denise René et voyage (bourse à Prague).
Sa sensibilité et sa fougue la tiennent cependant à distance de la géométrie lisse et froide développée par son entourage et l’encouragent à suivre son énergie picturale propre. Présente au Salon de mai en 1949, elle participe au groupe « Les Mains éblouies » exposé par la galerie Maeght en 1949-1950 et connaît ses premières expositions personnelles à la galerie Niepce en 1951, puis à la galerie Arnaud de 1953 à 1959. Prix Fénéon en 1955, elle expose l’année suivante à New York (galerie Meltzer) à Copenhague (galerie Birch) puis en Angleterre, en Belgique en Allemagne et au Japon.
En 1956, elle participe à l'exposition « L'Aventure de l'art abstrait » présentée par Michel Ragon.
Des années 1950 aux années 1990, son œuvre évolue de compositions très construites, organisant masses colorées et lignes en faisceaux, à des champs plus fluides parcourus de fulgurances et envahis d’ombres. Son univers pictural s’élargit d’une œuvre raisonnée à une liberté gagnée et mûrie, perceptible dans l’effacement du trait et la diffusion chromatique. La matière s’allège et les formes s’estompent pour laisser place à des nuées transparentes véhiculées par les solvants, comme pour atteindre l’essence même de la peinture dans un déploiement hors champs.
La transition s’effectue sur plusieurs années de manière progressive, dans une lente et patiente recherche. Si la progression est douce, l’énergie se libère et le geste s’affirme avec force. La construction et l’organisation des valeurs priment toujours sur la couleur utilisée dans des registres restreints, le plus souvent à dominantes de bruns, rouges et orangés, ses couleurs de prédilection.
« Ni géométrisme, ni paysagisme abstrait. Une belle abstraction lyrique qui prend sa source dans les années cinquante et n’a jamais cessé de gonfler ses eaux (…) ; de solides convictions qu’aucune mode n’ébranle », écrit Michel Ragon dans le catalogue de l’une des dernières expositions du peintre, en 1987.
Huguette Arthur Bertrand est également l’auteur de nombreux cartons de tapisseries réalisées à Aubusson, une forme de fidélité à sa filiation et ses origines (galerie La Demeure, Paris, 1975).

## Collections
Les œuvres d’Huguette Arthur Bertrand sont présentes dans les collections d'importants musées, comme le Centre Pompidou à Paris, le musée national des beaux-arts du Québec, le Walker Art Center à Minneapolis, ainsi que dans des collections privées et des fondations, telle que la Fondation Gandur pour l'Art à Genève.

## Expositions majeures
- « L'aventure de l'art abstrait » par Michel Ragon, galerie Arnaud, Paris puis à Angers
- Exposition personnelle, Palais des beaux-arts de Bruxelles, 1957
- « 50 ans de collage », exposition personnelle, musée des Arts décoratifs, Paris, 1964
- « L'Envolée lyrique, Paris 1945-1956 », musée du Luxembourg, Paris, 2006
- « Les sujets de l’abstraction, Peinture non figurative de la seconde École de Paris (1946-1962) », Fondation Gandur pour l’Art, musée Rath, Genève, 2011
- Galerie Bertrand Trocmez Clermont-Ferrand, 2012
- Galerie Diane de Polignac, stand monographique lors du Pavillon des Arts et du Design (PAD) aux Tuileries, Paris, mars 2012[7]

### Principales mentions bibliographiques
- Michel Ragon, Une aventure de l’art abstrait, éd. Laffont, 1956
- Herta Wescher, Seize peintres de la jeune école de Paris, éd. Fall, 1957
- Michel Seuphor, Dictionnaire de la peinture abstraite, éd. Hazan, 1957
- Michel Seuphor, La Peinture abstraite, éd. Flammarion, 1964
- Bernard Pingaud, Huguette Arthur Bertrand, monographie, éd. Hoffer (Paris) et éd. Sorensen (Copenhague), 1964
- Michel Ragon, 25 ans d’art vivant, éd. Casterman, 1969
- Michel Ragon, La Peinture depuis 1945, éd. La connaissance, 1970
- Michel Seuphor et Michel Ragon, L’Art abstrait, éd. Maeght, 1973
- Dictionnaire universel de la peinture, éd. Dictionnaires Le Robert, 1975
- Gérard Xuriguera, Les Années 1950, témoignages de peintres, éd. Arted, 1984
- Michel Ragon, Huguette Arthur Bertrand suivi des notes de parcours du peintre, éd. Porte de Sud/Galarté, 1987
- Geneviève Bonnefoi, Les Années fertiles, éd. Perrin
- Lydia Harambourg, La Peinture à Paris de 45 à 65, éd. Ides et Calendes
- Huguette Arthur Bertrand, catalogue monographique, galerie Diane de Polignac, avril 2012, 88 p.

### Filmographie
- 1961 : L'Art abstrait, interviews de peintres réalisées par Jean-Marie Drot (ORTF)
- 1995 : Arthur Bertrand Huguette, Encyclopédie audiovisuelle de l'art contemporain (Claude Guibert IMAGO)